# 데도브시나
데도브시나(러시아어: дедовщина)는 징병제를 시행하는 러시아의 군대 내부에 존재하는 구타와 가혹행위의 총칭이다. 주로 신체적 고통을 주는 가혹행위로 각종 기상천외한 방법이 동원되며 심지어는 남창을 강요하기도 한다. 이 때문에 러시아 정부에서 심각하게 문제제기를 하기도 했다.

## 역사

### 소련
제2차 세계대전 시기에 소련 공산당 중앙위원회 정치국은 붉은 군대 징집에서 범죄 경력자 우선 징집 원칙을 확립하였다. 이후 1950년대에는 흐루쇼프의 수정주의 정책으로 인해 군대 내 사상교육이 경시되었고, 1960년대 초반부터 증가한 도농격차와 1967년에 군 복무 기간이 3년에서 2년으로 단축되는 등 여러 자격지심을 유발할 수 있는 원인이 생기게 된다. 가혹 행위로 인한 처벌은 최소 10년 노동수용소 징역에서 최고 총살까지 그 수위가 높았으나, 선임자들에 의한 후임자 구타 행위는 약소하게나마 생겨나게 되었다.

### 러시아
1990년대엔 소련 붕괴로 인한 여러 사회 문제로 인해 이러한 행위의 빈도수가 급증했으며, 그 수준 또한 더 가혹해졌다. 가혹 행위에 대한 처벌 수위도 소련에 비해 훨씬 낮아진 것도 원인 중 하나라고 할 수 있다. 이 당시 러시아군에서 일어나는 여러 가혹 행위를 군대 내에서 흔히 '데도브시나'라고 부르기 시작하면서 러시아의 군대 내에서 일어나는 여러 가혹 행위를 일컫는 말로 쭉 쓰이게 되었다.

## 데도브시나의 종류
- 머리 좋아지기 : 후임병의 머리를 강제로 벽에 박치기를 시키는 행위
- 자전거 타기 : 후임병이 자고 있을 때 그 후임병의 발에 라이터로 불을 붙이는 행위
- 베개기상 : 잠이 든 후임병을 기습적으로 구타하기
- 취침구타 : 취침 전 인사로 구타하는 행위
- 양철철모 : 잠이 든 후임병의 머리를 양철냄비로 씌운 후 망치로 구타하는 행위
- 백조의 춤 : 신병들을 벌거벗기고 강제로 껴안고 춤추게 하는 행위
- 슈퍼맨 : 멀리서 달려오다가 슈퍼맨이 하늘을 나는 동작으로 팔을 뻗어서 후임병을 구타하는 행위
- 아무 이유없이 후임병의 발목 절단
- 남창강요 후 화대 가로채기
- 치약을 짜서 만든 카나페를 강제 급여하기

## 같이 보기
- 기수 열외
- 징병제
- 똥군기